# Marina B. Blanco
Marina Beatriz Blanco ist eine argentinisch-amerikanische Anthropologin und Primatologin.

## Werdegang
Maria B. Blanco stammt aus Argentinien. Sie studierte Anthropologie an der Universidad Nacional de La Plata und wurde dort 1998 zum Bachelor of Arts graduiert. Für eine Arbeit zur Heterochronie, die vergleichenden Untersuchung der Gesichtsschädel von vier Arten der Brüllaffen, erhielt sie 2004 an der University of Massachusetts Amherst in Amherst, Massachusetts  ihren Master of Arts in biologischer Anthropologie. 2010 promovierte sie in diesem Fach zum Ph.D., ihre Dissertation behandelte die Reproduktionsbiologie der Mausmakis und Fettschwanzmakis in einem Naturschutzgebiet im Osten Madagaskars. 2012 erhielt sie ein Stipendium der Deutschen Forschungsgemeinschaft zur Unterstützung ihrer Forschungen zu Winterschlaf und Torpor bei madagassischen Katzenmakis.
Seit 2012 arbeitet Blanco am Duke Lemur Center der Duke University in Durham, North Carolina. Sie leitet das Forschungs- und Artenschutzprojekt DLC-SAVA, das in der im äußersten Nordosten Madagaskars gelegenen SAVA-Region tätig ist. Im Rahmen ihrer Forschungstätigkeit war sie 2016 Koautorin der Erstbeschreibung der drei madagassischen Lemuren Microcebus manitatra, Ganzhorns Mausmaki und Microcebus boraha.

## Veröffentlichungen (Auswahl)
- Marina B. Blanco: Craniofacial variation in	four species of	genus Alouatta:	a test for heterochrony. Masterarbeit, University of Massachusetts, Amherst 2004.
- Marina B. Blanco: Reproductive biology of mouse and	dwarf lemurs of	eastern	Madagascar, with an emphasis on	brown mouse lemurs (Microcebus rufus) at Ranomafana National Park, a southeastern rainforest. Ph.D. thesis, University of Massachusetts, Amherst 2010.
- Marina B. Blanco und Vololonirina Rahalinarivo: First direct evidence of hibernation in an eastern dwarf lemur species (Cheirogaleus crossleyi) from the high-altitude forest of Tsinjoarivo, central-eastern Madagascar. In: Naturwissenschaften 2010, Band 97, Nr. 10, S. 945–950, doi:10.1007/s00114-010-0707-6.
- Marina B. Blanco, Kathrin H. Dausmann, Jean F. Ranaivoarisoa und Anne D. Yoder: Underground hibernation in a primate. In: Scientific Reports 2013, Band 3, Artikel 1768, doi:10.1038/srep01768.
- Marina B. Blanco, Mostafa A. Elfawal, Lance A. Durden, Lorenza Beati, Guang Xu, Laurie R. Godfrey und Stephen M. Rich: Genetic Diversity of Ixodid Ticks Parasitizing Eastern Mouse and Dwarf Lemurs in Madagascar, with Descriptions of the Larva, Nymph, and Male of Ixodes lemuris (Acari: Ixodidae). In: Journal of Parasitology 2013, Band 99, Nr. 1, S. 11–18, doi:10.1645/GE-3183.1.
- Marina B. Blanco, Kathrin H. Dausmann, Sheena L. Faherty, Peter Klopfer, Andrew D. Krystal, Robert Schopler und Anne D. Yoder: Hibernation in a primate: does sleep occur? In: Royal Society Open Science 2016, Band 3, Nr. 8, doi:10.1098/rsos.160282.
- Scott Hotaling, Mary E. Foley, Nicolette M. Lawrence, Jose Bocanegra, Marina B. Blanco, Rodin Rasoloarison, Peter M. Kappeler, Meredith A. Barrett, Anne D. Yoder, David W. Weisrock: Species discovery and validation in a cryptic radiation of endangered primates: coalescent-based species delimitation in Madagascar's mouse lemurs. In: Molecular Ecology 2016, Band 25, S. 2029–2045, doi:10.1111/mec.13604 (Erstbeschreibung dreier Mausmakis).
- Marina B. Blanco, Andon’ny A. Andriantsalohimisantatra, Tahiry V. Rivoharison und Jean-Basile Andriambeloson: Evidence of prolonged torpor in Goodman’s mouse lemurs at Ankafobe forest, central Madagascar. In: Primates 2017, Band 58, Nr. 1, S. 31–37, doi:10.1007/s10329-016-0586-3.
- Marina B. Blanco, Kathrin H. Dausmann, Sheena L. Faherty und Anne D. Yoder: Tropical heterothermy is “cool”: The expression of daily torpor and hibernation in primates. In: Evolutionary Anthropology 2018, Band 27, Nr. 4, S. 147–161, doi:10.1002/evan.21588.